# Fox 2000 Pictures
Fox 2000 Pictures è stata una società di produzione cinematografica statunitense interna dei The Walt Disney Studios. Studio gemello del più grande studio cinematografico 20th Century Studios e di Searchlight Pictures, era specializzato nella produzione di film indipendenti. È stato sciolto nel 2020 dopo aver pubblicato il suo ultimo film La donna alla finestra, in seguito all'acquisizione di 21st Century Fox da parte di The Walt Disney Company il 20 marzo 2019.
Fox 2000 Pictures ha prodotto oltre 50 film. Il film con il maggior incasso della divisione è stato il lungometraggio del 2012 Vita di Pi, con 609 milioni di dollari che è stato pure candidato per numerosi premi. Io & Marley è stato il più grande successo commerciale dello studio con un incasso record il giorno di Natale di 14,75 milioni di dollari.

## Storia
Fox 2000 Pictures è stata costituita come divisione della 20th Century Fox nel 1994 con Laura Ziskin come presidente. Nel maggio 1997, il produttore Art Linson ha trasferito la distribuzione della Knickerbocker Films dalla 20th Century Fox alla Fox 2000 con un accordo di produzione esclusivo di tre anni.
Nel 2000 Ziskin lascia la società e Elizabeth Gabler viene assunta per sostituirla. Nel febbraio 2012 Gabler ha rinnovato il suo contratto come presidente di Fox 2000.
La Fox 2000 ha firmato con la Sunswept Entertainment di Karen Rosenfelt un contratto di produzione. Nel luglio 2014 la divisione ha stipulato un accordo di produzione di tre anni con Color Force. The Jackal Group, una partnership di Fox Networks Group e Gail Berman, ha firmato un accordo di produzione di lungometaggi con Fox 2000 per Berman nel febbraio 2015.
Il 20 marzo 2019 The Walt Disney Company acquisisce 21st Century Fox e tutte le sue controllate, compresa Fox 2000 Pictures. La divisione originariamente avrebbe dovuto continuare a operare dopo l'acquisizione da parte di Disney; tuttavia, il 21 marzo, è stato riferito che la Disney avrebbe chiuso lo studio il 4 ottobre 2019, dopo l'uscita di La donna alla finestra. La divisione è stata chiusa nel 2020 a causa del ritardo di La donna alla finestra dovuto alla pandemia COVID-19. Il 4 agosto 2020, la Disney annuncia che la divisione sarebbe stata chiusa dopo aver venduto i diritti del film a Netflix.

## Distribuzione
Tutti i film prodotti da Fox 2000 Pictures venivano distribuiti dalla 20th Century Fox, dal 2020 20th Century Studios.